# Lucia Mokrášová
Lucia Mokrášová (ur. 27 marca 1994) – słowacka lekkoatletka.
W 2015 zdobyła złoty medal igrzysk europejskich w drużynie (była druga na 100 m ppł z czasem 13,92 s).
Reprezentantka kraju w drużynowych mistrzostwach Europy.
Wielokrotna medalistka mistrzostw Słowacji. W 2013 została mistrzynią kraju na 100 m ppł z czasem 14,12 s, w 2014 zdobyła mistrzostwo Słowacji w tej samej konkurencji z czasem 13,83 s oraz w sztafecie 4 × 400 m, wicemistrzostwo w sztafecie 4 × 100 m i brązowy medal w pchnięciu kulą z wynikiem 12,84 m, natomiast w 2015 wywalczyła mistrzostwo na 100 m ppł z czasem 14,18 s i w sztafecie 4 × 400 m, wicemistrzostwo w sztafecie 4 × 100 m, a także brązowy medal w skoku wzwyż i pchnięciu kulą. W 2016 zdobyła srebrny medal mistrzostw kraju w sztafecie 4 × 100 m i pchnięciu kulą oraz brązowy na 100 m ppł z czasem 14,21 s. Jest też wielokrotną medalistką halowych mistrzostw kraju. W 2013 została halową mistrzynią Słowacji na 60 m ppł z czasem 8,66 s, w 2014 zdobyła mistrzostwo w skoku wzwyż oraz brązowy medal w pchnięciu kulą, a w 2015 wywalczyła mistrzostwo na 60 m ppł, wicemistrzostwo w sztafecie 4 × 200 m i brązowy medal w pchnięciu kulą. Reprezentantka klubu AK Spartak Dubnica nad Váhom.

## Rekordy życiowe
Na podstawie:
- bieg na 200 metrów – 24,28 s (Kladno, 14 czerwca 2014)
- bieg na 800 metrów (stadion) – 2:18,44 s (Austin, 30 marca 2017)
- bieg na 800 metrów (hala) – 2:17,52 s (Wiedeń, 25 stycznia 2015)
- bieg na 60 metrów przez płotki (hala) – 8,48 s (Praga, 6 marca 2015)
- bieg na 100 metrów przez płotki – 13,78 s (El Paso, 11 maja 2017)
- skok wzwyż – 1,78 m (Ribeira Brava, 5 lipca 2014)
- skok wzwyż (hala) – 1,73 m (Bratysława, 18 lutego 2012)
- skok w dal (stadion) – 6,09 m (Bańska Bystrzyca, 13 lipca 2014)
- skok w dal (hala) – 6,09 m (Bratysława, 22 lutego 2015)
- pchnięcie kulą (stadion) – 14,18 m (El Paso, 14 maja 2017)
- pchnięcie kulą (hala) – 13,66 m (Birmingham, 18 lutego 2017)
- rzut oszczepem – 41,22 m (Florencja, 16 maja 2015)
- siedmiobój – 5789 pkt (Ribeira Brava, 6 lipca 2014)
- pięciobój (hala) – 4266 pkt (Praga, 7 lutego 2015)